# Deborah Adair (Tontechnikerin)
Deborah „Deb“ Adair (* 22. April 1966 in Manchester, Connecticut) auch Deborah Adaire, Debbie Adair und  Debby Adair, ist eine amerikanische Tontechnikerin, die seit Beginn ihrer Karriere Mitte der 1980er Jahre an mehr als 120 Film- und Fernsehproduktionen beteiligt war. Bei der Oscarverleihung 2012 wurde sie für ihre Arbeit bei Die Kunst zu gewinnen – Moneyball zusammen mit Ron Bochar, David Giammarco und Ed Novick für den Oscar in der Kategorie Bester Ton nominiert war. Sie ist Trägerin dreier Daytime Emmy Awards und wurde für acht weitere nominiert. Außerdem gewann sie zwei Mal den Golden Reel Award der Motion Picture Sound Editors und wurde für einen weiteren nominiert. Adair studierte Filmproduktion an der Syracuse University, arbeitete danach in der Musikindustrie in Nashville und stieg schließlich in Los Angeles in die Filmindustrie ein. Derzeit arbeitet sie für Sony Pictures. Neben ihrer Tätigkeit als Tontechnikerin übernahm Adair bei South Park: Der Film – größer, länger, ungeschnitten auch eine Sprechrolle.

## Filmografie

### 1980er Jahre
- 1985: Vampire Hunter D (Kyûketsuki hantâ D, Video/DVD)
- 1988: Rückkehr zur Schatzinsel (Ostrov sokrovishch)
- 1989: Der Untergang der Küchenschaben (Gokiburi-tachi no tasogare)

### 1990er Jahre
- 1990: Dead Men Don’t Die
- 1990: Cammie & Lorraine – Frühling in Paris (Les belles Américaines, Fernsehfilm)
- 1990: Nadja – Die Macht des Zaubersteins (Fushigi no umi no Nadia, Fernsehserie)
- 1990: Rivalen (Across the Tracks)
- 1991: Red Snow
- 1991: Man of the People (Fernsehserie)
- 1991: James Bond Jr. (Fernsehserie)
- 1991: Sleeping Beauty (Kurzfilm, Video/DVD)
- 1991: The Little Engine That Could (Kurzfilm, Video/DVD)
- 1991–1992: Die Legende von Prinz Eisenherz (The Legend of Prince Valiant, Fernsehserie)
- 1991–1994: Teenage Mutant Hero Turtles (Fernsehserie)
- 1992: The Edge (Fernsehserie)
- 1992: Eek! the Cat (Fernsehserie)
- 1992: Night Crimes (Video/DVD)
- 1992: The Other Woman (Video/DVD)
- 1993: Pumpkinhead 2 (Pumpkinhead II: Blood Wings, Video/DVD)
- 1993: Flynn
- 1993: The Magic Paintbrush (Fernsehfilm)
- 1993: Speed Racer (Fernsehserie)
- 1994–1996: Der Tick (Fernsehserie)
- 1994–1995: Aladdin (Fernsehserie)
- 1994–1995: New Spider-Man (Fernsehserie)
- 1994: Mighty Max (Fernsehserie)
- 1994: ABC Weekend Specials (Fernsehserie)
- 1994: Snow White and the Magic Mirror (Kurzfilm, Video/DVD)
- 1994: Lipstick Camera
- 1994: Circuitry Man
- 1995: Æon Flux (Fernsehserie)
- 1995: Earthworm Jim (Fernsehserie)
- 1995–1996: Abenteuer mit Timon und Pumbaa (Timon & Pumbaa, Fernsehserie)
- 1995–1996: Gargoyles – Auf den Schwingen der Gerechtigkeit (Gargoyles, Fernsehserie)
- 1996: Der unglaubliche Hulk (The Incredible Hulk, Fernsehserie)
- 1996: Mortal Kombat: Defenders of the Realm (Fernsehserie)
- 1996–1997: Casper (Fernsehserie)
- 1996–1997: Mighty Ducks – Das Powerteam (Mighty Ducks, Fernsehserie)
- 1997: Disneys Große Pause (Recess, Fernsehserie)
- 1997: 101 Dalmatiner (101 Dalmatians: The Series, Fernsehserie)
- 1997: Bobby’s World (Fernsehserie)
- 1997: Annabell und die fliegenden Rentiere (Annabelle’s Wish, Video/DVD)
- 1997: Total Security (Fernsehserie)
- 1997: Brooklyn South (Fernsehserie)
- 1997: The Visitor (Fernsehserie)
- 1997: Spawn (Fernsehserie)
- 1998: Hercules (Fernsehserie)
- 1998: Invasion America (Fernsehserie)
- 1998: FernGully 2 – Die magische Rettung (FernGully 2: The Magical Rescue, Video/DVD)
- 1998: Dawson’s Creek (Fernsehserie)
- 1999: South Park: Der Film – größer, länger, ungeschnitten (South Park: Bigger, Longer & Uncut)
- 1999–2001: King of the Hill (Fernsehserie)

### 2000er Jahre
- 2000: Gen¹³ (Video/DVD)
- 2000: Letzte Ausfahrt Hollywood (The Last Producer)
- 2001: The Tick (Fernsehserie)
- 2001: Hawaiian Gardens
- 2001: See Jane Run
- 2002: Son of the Beach (Fernsehserie)
- 2002: Buffy the Vampire Slayer (Videospiel)
- 2002: The Anarchist Cookbook
- 2002–2003: Angel – Jäger der Finsternis (Angel, Fernsehserie)
- 2002–2003: Firefly – Der Aufbruch der Serenity (Firefly, Fernsehserie)
- 2002–2003: Buffy – Im Bann der Dämonen (Buffy the Vampire Slayer, Fernsehserie)
- 2003: Raven blickt durch (That’s So Raven, Fernsehserie)
- 2003–2004: The Guardian – Retter mit Herz (The Guardian, Fernsehserie)
- 2004: Huff – Reif für die Couch (Huff, Fernsehserie)
- 2004: Die himmlische Joan (Joan of Arcadia, Fernsehserie)
- 2004: Clara Harris – Verzweifelte Rache (Suburban Madness, Fernsehfilm)
- 2004: Mein neues Leben (Revenge of the Middle-Aged Woman, Fernsehfilm)
- 2004: Automne
- 2004: Die Bourne Verschwörung (The Bourne Supremacy)
- 2005: Tamara – Rache kann so verführerisch sein (Tamara)
- 2005: Stuart Little 3 – Ruf der Wildnis (Stuart Little 3: Call of the Wild, Video/DVD)
- 2005: Medium – Nichts bleibt verborgen (Medium, Fernsehserie)
- 2005: Deuce Bigalow: European Gigolo
- 2005: Jesse Stone: Eiskalt (Jesse Stone: Stone Cold, Fernsehfilm)
- 2005: The Tenants
- 2006: Ein vollkommener Tag (A Perfect Day, Fernsehfilm)
- 2006: Love Monkey (Fernsehserie)
- 2007: Fantastic Four: Rise of the Silver Surfer
- 2007: The Road to Empire
- 2007: Stomp the Yard
- 2007: Close to Home (Fernsehserie)
- 2009: Der Kaufhaus Cop (Paul Blart: Mall Cop)
- 2008: The Monday Before Thanksgiving (Kurzfilm)
- 2008: The Rainbow Tribe
- 2008: House Bunny
- 2008: Inning by Inning: A Portrait of a Coach (Dokumentarfilm)
- 2008: Drillbit Taylor – Ein Mann für alle Unfälle (Drillbit Taylor)
- 2008: Sunshine Cleaning
- 2008: Ein tödlicher Anruf (One Missed Call)
- 2009: Mercy

### 2010er Jahre
- 2010: Woher weißt du, dass es Liebe ist (How Do You Know)
- 2010: Not Your Time (Kurzfilm)
- 2010: Einfach zu haben (Easy A)
- 2010: Takers – The Final Job (Takers)
- 2011: Ghost Rider: Spirit of Vengeance
- 2011: Die Kunst zu gewinnen – Moneyball (Moneyball)
- 2011: Der Zoowärter (Zookeeper)
- 2011: Priest
- 2011: Der Mandant
- 2012: Die Dinos sind los (Dino Time)
- 2012: The Amazing Spider-Man
- 2012: Waiting for Lightning (Dokumentarfilm)
- 2013: Little Duck (Kurzfilm)
- 2013: Street Dogs of South Central (Dokumentarfilm)
- 2013: Battle of the Year
- 2013: Runner Runner
- 2013: After Earth
- 2013: Texas Chainsaw 3D
- 2014: How to Make Love Like an Englishman
- 2014: Wenn ich bleibe (If I Stay)
- 2014: Foxcatcher
- 2014: The Amazing Spider-Man 2: Rise of Electro (The Amazing Spider-Man 2)
- 2015: Toxic Temptation (Kurzfilm)
- 2015: Entourage
- 2015: The Sea of Trees
- 2015: Die Trauzeugen AG (The Wedding Ringer)

## Auszeichnungen (Auswahl)
- 1995: Daytime Emmy Award für Aladdin (Outstanding Film Sound Mixing, zusammen mit Melissa Ellis, Jim Hodson, Timothy J. Garrity, Timothy J. Borquez und Bill Koepnick)[2]
- 1996: Daytime Emmy Award für Aladdin (Outstanding Sound Mixing – Special Class, zusammen mit Allen L. Stone und Michael Jiron)[3]
- 1997: Daytime Emmy Award für Abenteuer mit Timon und Pumbaa (Outstanding Sound Mixing – Special Class, zusammen mit Michael Jiron, Jim Hodson, Allen L. Stone, Joseph D. Citarella, Dan Hiland, Michael Beiriger, und Melissa Ellis)[4]
- 2012: Oscar-Nominierung in der Kategorie Bester Ton für Die Kunst zu gewinnen – Moneyball (zusammen mit Ron Bochar, David Giammarco und Ed Novick)[5]